# Francesco d'Aquino
 (juin 2020).
Si vous disposez d'ouvrages ou d'articles de référence ou si vous connaissez des sites web de qualité traitant du thème abordé ici, merci de compléter l'article en donnant les références utiles à sa vérifiabilité et en les liant à la section « Notes et références ».
Francesco Maria Venanzio d'Aquino, prince de Caramanico Né à Naples, le 27 février 1738 et mort à Palerme, le 9 janvier 1795), est un ambassadeur du roi de Naples à Londres et à Paris, puis vice-roi de Sicile.

## Biographie
Fils du prince Antonio et d'Ippolita Pignatelli des princes de Monteroduni, il épouse en 1767 Vittoria de Guevara des ducs de Bovino, veuve du duc de Maddaloni Carlo Carafa. À la mort de son père (1775), il lui succède aux titres de prince de Caramanico, duc de Casoli, marquis de Francolise et comte de Palena.
Il était l'un des principaux représentants de la maçonnerie napolitaine et en 1769, il a été élu grand maître de la loge de Vittoria. En 1776, Bernardo Tanucci, pour contrer la tentative des francs-maçons et de la reine Maria Carolina de Habsbourg-Lorraine de libérer le royaume de Naples de l'influence espagnole, arrêta certains membres de la franc-maçonnerie mais, avec l'aide de la reine et des francs-maçons, ils rejoignirent à Naples Alberto de Saxe-Teschen et Luisa Maria Adelaide de Bourbon : cela a renforcé le lien entre la reine et le prince de Caramanico et a provoqué la chute de Tanucci.
Il a été ambassadeur du royaume de Naples à Londres (1780-1784) et à Paris (1784-1786); rentré chez lui, il a été décoré des insignes de l'Ordre de San Gennaro et a été nommé membre du Conseil d'État.

### Vice-roi de Sicile
En 1786, à la place de Domenico Caracciolo, il est nommé vice-roi de Sicile : c'est probablement John Acton qui a favorisé sa nomination, peut-être pour l'éloigner de Naples, où il est très populaire. En Sicile, le prince de Caramanico, grâce aux pouvoirs d'alter ego de Ferdinand de Bourbon, a poursuivi le travail de réforme de Caracciolo, visant à limiter le pouvoir des barons et à renforcer le pouvoir central. Déjà en 1788, il a aboli l'angherie, c'est-à-dire les services gratuits dus par les travailleurs en suivant les caprices des seigneurs féodaux siciliens. L'année suivante, il a éliminé les derniers résidus du servage à la campagne; puis il réduisit le nombre de sièges, et donc le pouvoir, des nobles dans le Parlement du Royaume. Par la Pragmatique du 14 novembre 1788, le droit napolitain s'applique à la Sicile et impose le retour dans le domaine royal des fiefs sans héritier.
La classe intellectuelle a également été impliquée dans l'action de réforme. L'Université de Catane a été réformée. L'italien a définitivement remplacé le latin dans les documents publics. Il était particulièrement aimé des couches les plus humbles de la population sicilienne, en faveur desquelles il promouvait des actions philanthropiques, notamment durant les épidémies de 1792-1793.
Le prince était un admirateur des principes égalitaires typiques de la Révolution française et a maintenu de bonnes relations avec les Français même après la décapitation de Louis XVI.
Il meurt subitement le 8 janvier 1795, peut-être empoisonné, après une nuit de souffrances atroces.